# Taurida (1802–1921)
Tỉnh Taurida (tiếng Nga: Таври́ческая губе́рнія, đã Latinh hoá: Tavrícheskaya gubérniya; tiếng Ukraina: Таврі́йська губе́рнія, đã Latinh hoá: Tavríisʼka hubérniia) là một tỉnh của Đế quốc Nga. Tỉnh bao gồm bán đảo Krym và phần đại lục nằm giữa hạ lưu sông Dnepr (Dnipro) và bờ biển Đen và biển Azov. Tỉnh (guberniya) này được thành lập sau khi tỉnh (oblast) Taurida bị bãi bỏ vào năm 1802 trong quá trình cải cách hành chính của Pavel I đối với các lãnh thổ của Hãn quốc Krym cũ. Trung tâm của tỉnh là thành phố Simferopol. Tỉnh này được đặt tên theo tên Hy Lạp cổ đại của Krym - Taurida.
Ngày nay, lãnh thổ của tỉnh lịch sử này là một phần của các vùng Krym, Kherson và Zaporizhzhia của Ukraina.

## Hành chính

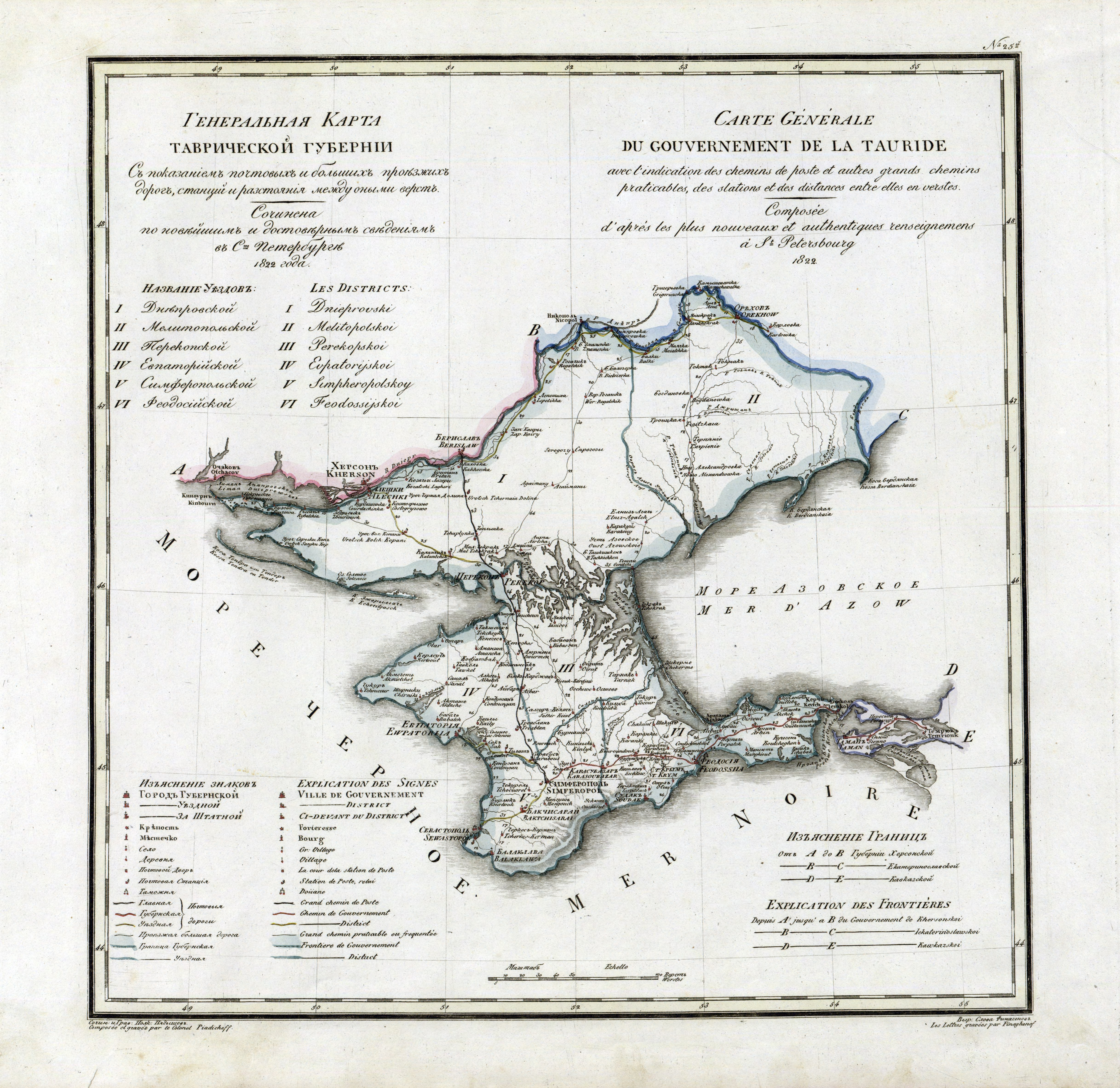
Bản đồ tỉnh Taurida năm 1821

Tỉnh bao gồm ba huyện (uyezd) trên phần đại lục:
- Huyện Berdyansk, trung tâm tại Berdyansk
- Huyện Dnepr, Oleshky
- Huyện Melitopol, Melitopol

và năm huyện cùng hai thành phố trên phần bán đảo:
- Huyện Yevpatoria, Yevpatoria
- Huyện Perekop, Perekop
- Huyện Simferopo, Simferopol
- Huyện Feodosiya, Feodosiya
- Huyện Yalta, Yalta
- Thành phố Kerch, pháo đài Yeni-Kale
- Thành phố Sevastopol

Trước năm 1820, tỉnh bao gồm bảy huyện, bao gồm huyện Tmutarakan trên bán đảo Taman ở phía đông của eo biển Kerch. Các huyện Yalta và Berdyansk được hình thành sau đó. Từ năm 1804 đến năm 1829 cũng tồn tại gradonachalstvo (thành phố) Feodosiya; và vào năm 1914, huyện Yalta trở thành gradonachalstvo Yalta.
Vào tháng 12 năm 1917, tỉnh bị chia tách khi phần lớn bán đảo Krym hình thành Cộng hòa Nhân dân Krym (1917-1918), trong khi phần còn lại vẫn ở vị thế không xác định, bao gồm thành phố Sevastopol vẫn là căn cứ hải quân chính của Hạm đội Biển Đen của Cộng hòa Nga. Các huyện trên đại lục được tuyên bố là một phần của Cộng hòa Nhân dân Ukraina, nhưng vẫn thuộc quyền tài phán hữu hiệu của tỉnh Taurida.
Vào ngày 20 tháng 11, [7 tháng 11 lịch cũ] 1917, tuyên bố chung thứ ba của Tsentralna Rada của Cộng hòa Nhân dân Ukraina tuyên bố lãnh thổ của Cộng hòa Ukraina bao gồm: Tỉnh Volyn, tỉnh Kiev, tỉnh Podolia, tỉnh Chernigov, tỉnh Poltava, tỉnh Kharkov, tỉnh Yekaterinoslav, tỉnh Kherson và tỉnh Taurida (không bao gồm Krym).
Sau khi những người Bolshevik chiếm đóng Ukraina trong Chiến tranh Ukraina-Xô viết, tỉnh Taurida cuối cùng bị chia cắt giữa các nước cộng hòa Xô viết thuộc Nga là Cộng hòa Xô viết Donetsk-Krivoy Rog và Cộng hòa Xã hội chủ nghĩa Xô viết Taurida.

## Địa lý
Tỉnh này giáp với tỉnh Yekaterinoslav và tỉnh Kherson ở phía bắc. Eo biển Kerch giáp với "Vùng đất tự do của người Cossack Don". Tỉnh có đường ranh giới tự nhiên, bao quanh là các vùng nước của biển Đen và biển Azov.
Các phần đại lục và bán đảo của khu vực khác biệt đáng kể. Tổng diện tích của tỉnh là 63.538 km², trong đó phần đại lục là 38.405 km² và phần lớn là đất đen thảo nguyên. Dân số của toàn khu vực là 1.634.700 vào năm 1906. Vào thời điểm đó, phần đại lục của tỉnh chủ yếu là người Ukraina và người Nga sinh sống nhưng có một số dân tộc thiểu số đáng kể gồm người Đức, người Bulgaria, người Armenia và người Do Thái. Trong khi các nhóm dân tộc chính của bán đảo Krym là người Tatar Krym và người Nga cùng các dân tộc thiểu số Đức, Hy Lạp, Ba Lan, Armenia và Karaim. Các trung tâm đô thị lớn là Simferopol, Sevastopol, Theodosia, Bakhchisaray và Yalta ở Krym, và Aleshki, Berdyansk và Melitopol tai đại lục.

## Ngôn ngữ

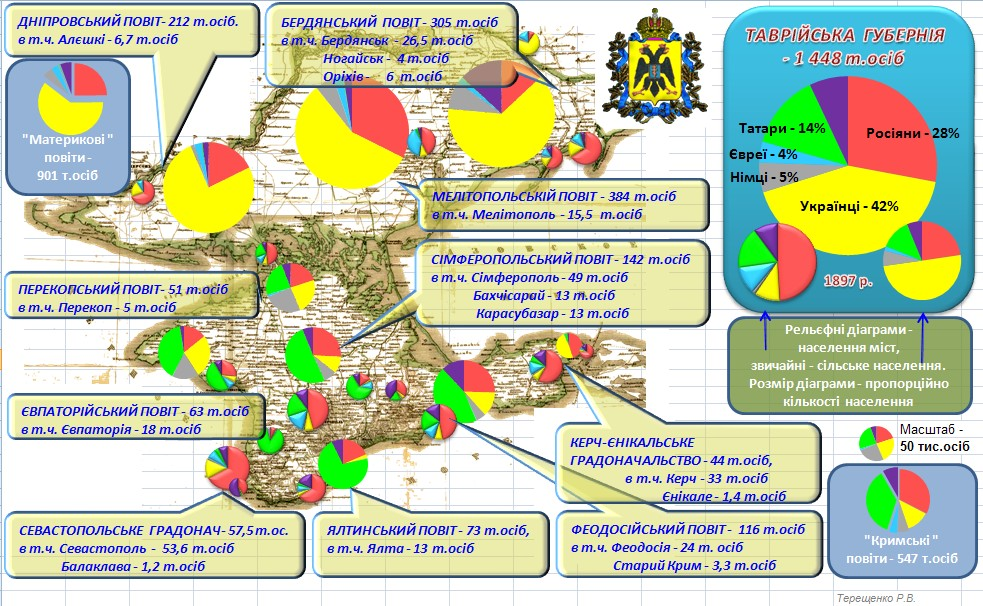
Thành phần ngôn ngữ của các huyện trong tỉnh Taurida năm 1897. Tiếng Ukraina màu vàng, Nga màu đỏ, Tatar Krym màu lục, Đức màu xám, Yiddish màu lam, các ngôn ngữ khác màu hồng.

- Điều tra nhân khẩu đế quốc năm 1897[3] cho thấy dân số của tỉnh là 1.447.790, với 762.804 nam và 684.986 nữ.

| Ngôn ngữ                               | Số lượng | Tỷ lệ (%) |
| -------------------------------------- | -------- | --------- |
| Ukraina                                | 611.121  | 42,21     |
| Nga                                    | 404.463  | 27,94     |
| Belarus                                | 9.726    | 0,67      |
| Ba Lan                                 | 10.112   | 0,70      |
| Czech                                  | 1.962    | 0,14      |
| Bulgaria                               | 41,260   | 2.85      |
| Romania                                | 2.259    | 0,16      |
| Ý                                      | 1.121    | 0,08      |
| Đức                                    | 78.305   | 5,41      |
| Digan                                  | 1.433    | 0,10      |
| Yiddish                                | 55.418   | 3,83      |
| Hy Lạp                                 | 18.048   | 1,25      |
| Armenia                                | 8.938    | 0,62      |
| Estonia                                | 2.210    | 0,15      |
| Tatar                                  | 196.854  | 13,60     |
| Thổ Nhĩ Kỳ                             | 2.197    | 0,15      |
| Người không tự xác định ngôn ngữ mẹ đẻ | 71       | <0,01     |
| Khác                                   | 2.292    | 0,16      |

Năm 1897, 289.316 người sống ở các thành phố, chiếm 19,98% tổng dân số. Thành phần dân tộc của cư dân thành thị là người Nga (49,1%), người Tatar (17,16%) và người Do Thái (11,84%), chỉ có 31 người sống ở thành phố chọn không tiết lộ danh tính.

## Tôn giáo
- Theo điều tra nhân khẩu đế quốc năm 1897[4] có khoảng 1.100.000 người theo Chính thống giáo Đông phương, chỉ hơn 30.000 người theo Công giáo, khoảng 70.000 người theo đạo Tin lành và cũng chừng đó người theo đạo Do Thái. Chỉ có 13% dân số là người Hồi giáo (ở Đế quốc Nga được gọi là người Magometia), những người này chủ yếu sống ở phần bán đảo của guberniya, tức là Krym. Họ là lực lượng chính 10 năm sau đã thành lập nhà nước dân chủ Hồi giáo đầu tiên là Cộng hòa Nhân dân Krym. Bên cạnh những người theo Hồi giáo và Do Thái, chỉ có tám (8) người không theo đạo Thiên chúa khác trong toàn bộ guberniya (không nhất thiết là những người vô thần).

| Tôn giáo                                 | Số lượng  | Tỷ lệ (%) |
| ---------------------------------------- | --------- | --------- |
| Chính thống giáo Đông phương             | 1.069.556 | 73,88     |
| Hồi giáo                                 | 190.800   | 13,18     |
| Do Thái giáo                             | 60.752    | 4,20      |
| Giáo hội Luther                          | 42.654    | 2,95      |
| Công giáo La Mã                          | 29.393    | 2,03      |
| Mennonite                                | 25.508    | 1,76      |
| Cựu tín đồ                               | 13.724    | 0,95      |
| Armenia-Gruzia                           | 7.494     | 0,52      |
| Qārāʾîm                                  | 6.166     | 0,43      |
| Armenia-Công giáo                        | 1.206     | 0,08      |
| Khác (Cải cách, Anh giáo, Baptist, khác) | 537       | 0,04      |

## Lịch sử
Năm 1783, Hãn quốc Krym bị nước Nga của Yekaterina Đại đế sáp nhập. Ngay sau đó, tỉnh (oblast) Taurida được thành lập. Dưới triều đại của Pavel I, tỉnh này bị bãi bỏ, nhưng ngay sau đó (năm 1802) được tái lập thành một tỉnh (guberniya). Khu vực là một phần của Đế quốc Nga cho đến Cách mạng Nga năm 1918.
Sau Cách mạng Tháng Mười năm 1917, chính phủ sắc tộc Tatar tuyên bố thành lập Cộng hòa Nhân dân Krym vào ngày 13 tháng 12 năm 1917, đây là quốc gia dân chủ Hồi giáo đầu tiên. Nước cộng hòa của người Tatar bao phủ phần bán đảo của tỉnh cũ, trong khi các huyện phía bắc của nó tạm thời nằm dưới quyền tài phán của tỉnh Yekaterinoslav. Tuy nhiên, cả Ukraina và Krym đều không giữ được lãnh thổ của mình và bị Hồng vệ binh Bolshevik chiếm lĩnh vào mùa đông năm 1917-1918. Trong một thời gian ngắn vào đầu năm 1918, những người Bolshevik đã chia cắt các lãnh thổ tỉnh giữa Cộng hòa Xã hội chủ nghĩa Xô viết Taurida và Cộng hòa Xô viết Donetsk–Krivoy Rog, trước khi bị các lực lượng của Cộng hòa Nhân dân Ukraina tràn ngập với sự hỗ trợ quân sự của Đế quốc Đức.